# Nanpa
Pour la série de jeux vidéo de drague développée par ELF, voir Dōkyūsei (série de jeux vidéo). Pour le premier jeu de cette même série, voir Dōkyūsei (jeu vidéo). Pour le second jeu de cette même série, voir Dōkyūsei 2.
Le nanpa (ナンパ), aussi restrancrit nampa, correspond au harcèlement de rue au Japon. Il se réfère le plus souvent à la « chasse aux filles » et a une forte connotation négative associée. Certaines zones hautement fréquentées affichent par exemple des panneaux d'interdiction du nanpa. Il est lié aux pick up artists mais est aussi une voie de recrutement de travailleuses du sexe et pour les bars à hotesses.
Lorsqu'il est mené par des femmes, on parle alors de gyakunan (逆ナン, littéralement nanpa inversé).

## Étymologie
Le terme « nanpa » est apparu durant l'ère Meiji en opposition au terme « kouha (en) ». Écrit avec les kanji 軟派 (lit. « école douce »), c'est un terme politique qui désignait les « partis ayant une opinion et des propositions molles » ou des « personnes étant incapables de revendiquer une opinion forte » (1892), puis il se référait aux « départements ou journalistes responsables des articles de sujets prestigieux comme le social ou le littéraire dans les journaux et magazines » (1901), et finalement, cela a fini par désigner une « partie de la jeunesse recherchant des membres du sexe opposé et de beaux vêtements » (1909).

## Description
Le nanpa est pratiqué le plus souvent par des hommes âgés de la fin de l'adolescence à la quarantaine. Des groupes de « garçons nanpa » se rassemblent autour de lieux à fort trafic (ponts, stations de métro, centres commerciaux, etc.) et approchent des femmes dans l'espoir d'obtenir un rendez-vous ou de les recruter. Les groupes de nanpa portent généralement des vêtements de haute couture avec de beaux costumes, des chaussures chères, et des coiffures extravagantes.
En raison du nombre croissant de participants au nanpa et des plaintes pour harcèlement croissantes, de nombreuses collectivités tentent d'endiguer la pratique. Par exemple, de nombreux lieux de rencontre pour jeunes, tels que les salles d'arcades, affichent des panneaux No Nanpa, et la police veille à leur application. Le district de Shibuya est particulièrement sévère sur le sujet, à la suite de l'enlèvement de quatre collégiennes par un trentenaire qui voulait les prostituer en juillet 2003,.

## Le nanpa homosexuel
Le Japon a aussi une culture du nanpa homosexuel, en particulier dans le quartier de divertissement gay de Shinjuku ni-chōme.

## Le nanpa durant l'ère Meiji
Le nanpa chez les étudiants de l'ère Meiji faisait référence une partie de jeunes aimant poursuivre les filles et s'habillant de façon élégante, dans un style européen, en opposition aux kouha (en) qui préféraient le style traditionnel japonais et s’engageaient souvent dans des relations homosexuelles.